# Içoğlan
Dans l’empire ottoman, un içoğlan est un jeune page du sultan ou un domestique du sérail recruté de force suivant le système du Devchirmé. Les pages du sultan étaient formés dans l'école du palais (Enderûn).
Le même terme a également été utilisé pour certains membres des janissaires.

## Sources
Wikipédia anglais